# Ilaria del Carretto
Ilaria del Carretto, född 1379 i Zuccarello, död 8 december 1405 i Lucca, var en italiensk adelsdam. Hon gifte sig 1403 med Paolo Guinigi, herre av Lucca. Paret fick två barn: Ladislao och Ilaria. Ilaria del Carretto dog i barnsäng 1405.
Hon är känd för sitt gravmonument. Ilaria del Carretto är begravd i kyrkan San Francesco i Lucca, men hennes gravmonument, utfört av Jacopo della Quercia, står i katedralen San Martino i samma stad.

### Webbkällor
- ”Del Carrétto, Ilaria” (på italienska). Enciclopedia on line. Treccani. Arkiverad från originalet den 20 september 2025. https://archive.md/xjXjL. Läst 20 september 2020.